# Spelartrupper under världsmästerskapet i handboll för herrar 1993
Den här artikeln innehåller alla trupper till Världsmästerskapet i handboll för herrar 1993 som spelades i Sverige mellan 10 och 20 mars 1993.

## Världsmästarna -Ryssland
- Förbundskapten:  Vladimir Maksimov

- Andrej Lavrov
- Igor Vasiljev
- Dmitri Karlov
- Andrej Francusov
- Andrei Antonevic
- Valeri Gopin
- Vasilij Kudinov
- Talant Dujsjebajev
- Dmitrij Torgovanov
- Pavel Sukosjan
- Vjatjeslav Atavin
- Oleg Grebnev
- Vjatjeslav Gorpisjin
- Oleg Sapronov
- Oleg Kiseljov
- Dmitrij Filippov

## Silver  -Frankrike
- Förbundskapten:  Daniel Costantini

- Christian Gaudin
- Jackson Richardson
- Jean-Luc Thiébaut
- Frédéric Perez
- Pascal Mahé
- Thierry Perreux
- Philippe Schaaf
- Frédéric Volle
- Denis Lathoud
- Philippe Julia
- Patrick Lepetit
- Gaël Monthurel
- Éric Quintin
- Philippe Gardent
- Laurent Munier
- Stéphane Stoecklin

## Brons -Sverige
- Förbundskapten:  Bengt Johansson

- Magnus Andersson
- Anders Bäckegren
- Per Carlén
- Magnus Cato
- Erik Hajas
- Jerry Hallbäck
- Robert Hedin
- Ola Lindgren
- Mats Olsson
- Staffan Olsson
- Tomas Svensson
- Pierre Thorsson
- Robert Venäläinen
- Magnus Wislander

## Fjärde plats -Schweiz
- Stafano Balmelli
- Marc Baumgartner
- Roman Brunner
- Nicolas Christen
- Rolf Dobler
- Urs Eggenberger
- Peter Hurlimann
- Michael Knecht
- Jens Meyer
- Martin Rubin
- Stefan Scharer
- Urs Scharer
- Daniel Spengler

## Sjätte plats -Tyskland
- Förbundskapten:  Armin Emrich

- Andreas Thiel
- Jan Holpert
- Jens Kürbis
- Mike Fuhrig
- Sven Lakenmacher
- Karsten Kohlhaas
- Volker Mudrow
- Christian Schwarzer
- Klaus-Dieter Petersen
- Bernd Roos
- Volker Zerbe
- Mark Nagel
- Jörg Kunze
- Thomas Knorr
- Jean Baruth
- Holger Löhr